# Адзайоло, Филиппо
Фили́ппо Адзайо́ло (итал. Filippo Azzaiolo; между 1530 и 1540 — около 1570) — итальянский композитор и певец, собиратель народных песен.

## Биография
Работал в Болонье. Составил трёхтомную антологию виллотт, включающую и его собственные сочинения: «Villotte alla Padoana…», Venezia, 1557—1569, переиздание Bologna, 1921, 1953. Одна из наиболее известных песен «Chi passa» опубликована в 1557 году, позже была отредактирована (интерпретирована) популярным композитором Уильямом Бердом.